# Лизунова Євгенія Василівна
Євгенія Василівна Лизунова (31.8.1926, Дніпропетровськ, Україна — 16.1.1993, Алмати, Казахстан) — українська радянська науковця, критикиня, літературознавиця. Докторка філологічних наук (1964), професорка (1966), член-кореспондентка Академії Наук Казахстану (1975). Заслужена діячка науки Республіки Казахстан (1982). У 1946 році закінчила КазГУ (нині КазНУ ім. Аль-Фарабі), аспірантуру АН Казахстану (1950). З 1950 старша наукова співробітниця, завідувачка відділу казахської літератури, завідувачка відділу літератури взаємозв'язків Інституту мови та літератури АН Казахстану (з 1961 Інститут літератури та мистецтва). Наукові праці присвячені історії казахської літератури, літературним зв'язкам, історії казахського роману, творчості М. О. Ауезова та ін. Майстерність Мухтара Ауезова" (1968). Брала участь у створенні праць «Нариси історії казахської радянської літератури» (1957, 1958, 1960), «Історія казахської радянської літератури» (1967, 1971), «Історія багатонаціональної радянської літератури» (М., 1970), «Братство літератур» та ін. Переклала російською мову ряд наукових праць М.Ауэзоаа і допомагала у виданні творі М.Ауэзова в 5-ти томах. Багато праць Лізунової перекладено казахською, російською, таджицькою, українською, киргизькою та туркменською мовами.

## Твори
- Історія радянської багатонаціональної літератури, т. 5, М., 1974;
- Радетік Қазақстан жазушілари, А., 1987;
- Національна АН РК, А., 1996.